# Exu (kommun)
Exu är en kommun i Brasilien.   Den ligger i delstaten Pernambuco, i den östra delen av landet, 1 300 km nordost om huvudstaden Brasília. Antalet invånare är 31 636.
Följande samhällen finns i Exu:
- Exu

Omgivningarna runt Exu är huvudsakligen savann. Runt Exu är det glesbefolkat, med 13 invånare per kvadratkilometer.